# NGC 4267
NGC 4267 é uma galáxia elíptica (E/SB0) localizada na direcção da constelação de Virgo. Possui uma declinação de +12° 47' 54" e uma ascensão recta de 12 horas, 19 minutos e 45,3 segundos.
A galáxia NGC 4267 foi descoberta em 17 de Abril de 1784 por William Herschel.